# 斯维亚托鲁索夫卡村委员会
斯维亚托鲁索夫卡村委员会（俄语：Святоруссовский сельсовет）是俄罗斯联邦阿穆尔州罗姆内区所属的一个村委员会。其下辖有3个居民点，行政中心为斯维亚托鲁索夫卡。据2016年统计，该村委员会的人口为495人。